# Franco Magnani (Erinnerungskünstler)
Franco Magnani (* 1934 in Pontito, Ortsteil von Pescia) ist ein italo-amerikanischer autodidaktischer Maler, der durch ein Essay von Oliver Sacks bekannt wurde. Nach Angaben von Magnani beziehungsweise Sacks erkrankte Magnani in den 1960er Jahren an Fieber, es wurde eine Epilepsie diagnostiziert. Nach dieser Krankheit begann Magnani, in seinen Träumen Kindheitserinnerungen an Pontito mit erstaunlichem Detailreichtum neu wahrzunehmen. Diese Bilder malte er in den kommenden 20 Jahren, sie glichen Ansichten Pontitos sehr genau. Angeblich hatte Magnani keinen Zugriff auf Bilder seiner Heimatstadt. Deshalb wurde er auch als „Künstler der Erinnerung“ bezeichnet, die Darstellung fand Eingang in einer Reihe von Darstellungen ungewöhnlicher neurologischer Fälle.

## Leben
Magnani wurde als eines von fünf Kindern 1934 in Pontito geboren, eine auf einem Hügel unweit von Pescia gelegene Siedlung. Die Einwohner Pontitos lebten vor allem von der Landarbeit. 1942 verstarb Magnanis Vater bei einem Unfall. Die Mutter musste nun die Feldarbeit erledigen, während sich Magnani um das Kochen und den Haushalt kümmerte. Nach dem Krieg arbeitete Magnani erst als Schreiner, dann als Koch an der italienischen Riviera und auf Kreuzfahrtschiffen. 1965 emigrierte er in die USA und fand Arbeit in einer Gaststätte.
Kurze Zeit nach seiner Ankunft in den USA erkrankte Magnani an einem langwierigen Fieber. Als er im Zuge des Fiebers einen Anfall bekam, wurde er von einem Arzt behandelt, der eine Temporallappenepilepsie diagnostizierte, die durch das Fieber ausgelöst worden war. Nach Ausbruch der Krankheit begann Magnani nach eigenen Angaben, lebhafte, sehr detailreiche Bilder seiner Heimatstadt vor dem Zweiten Weltkrieg zu sehen und diese dann ohne vorherige künstlerische Ausbildung als Gemälde umzusetzen. 1975 heiratete er seine Frau Ruth. Bis zu ihrem Tod 1988 führte das Paar gemeinsam eine Kunstgalerie.
1988 verbrachte der Schriftsteller Oliver Sacks einige Wochen mit Franco Magnani und sie besuchten gemeinsam dessen Heimatstadt. Im selben Jahr fertigte die Fotografin Susan Schwartzenberg Fotos aus den gleichen Blickwinkeln wie auf Magnanis Gemälden an. Es wurde deutlich, wie detailgenau Magnanis Bilder der Realität glichen. 1992 veröffentlichte Sacks über die Begegnung mit Magnani ein Essay im New Yorker, das Sacks 1995 mit sechs anderen neurologischen Fällen in seinem Buch An Anthropologist on Mars einschloss.